# Sizzo von Schwarzburg

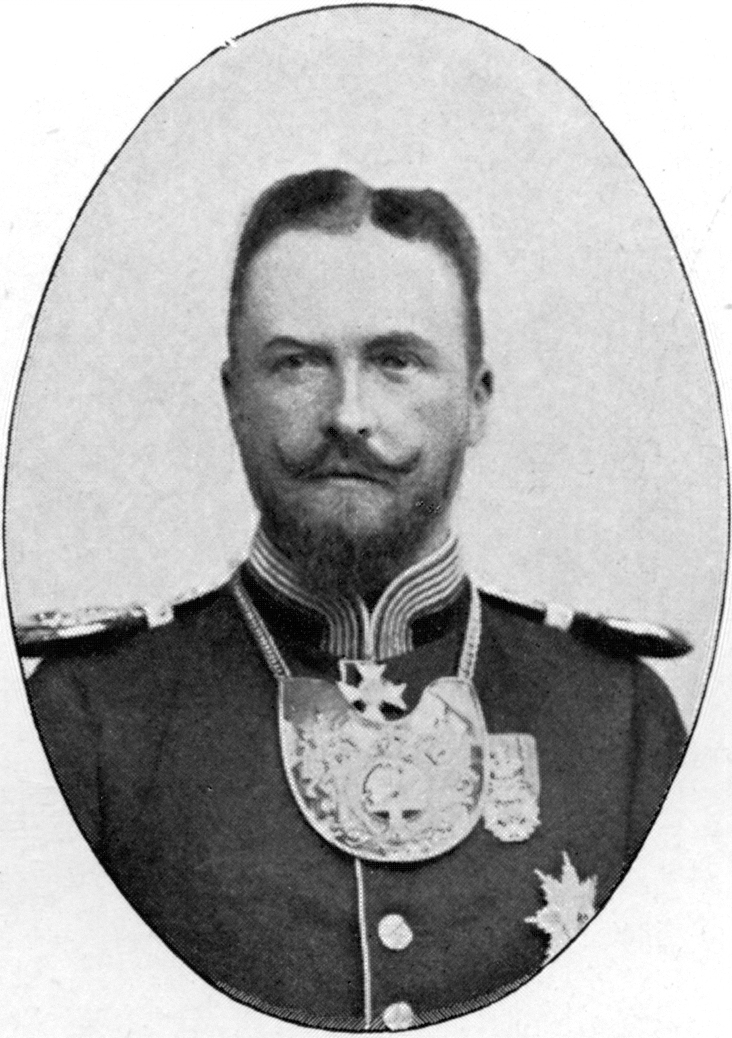
Prinz Sizzo von Schwarzburg

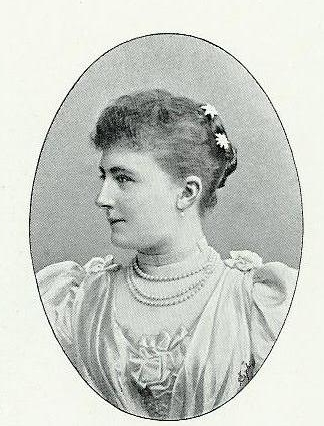
Prinzessin Alexandra von Schwarzburg

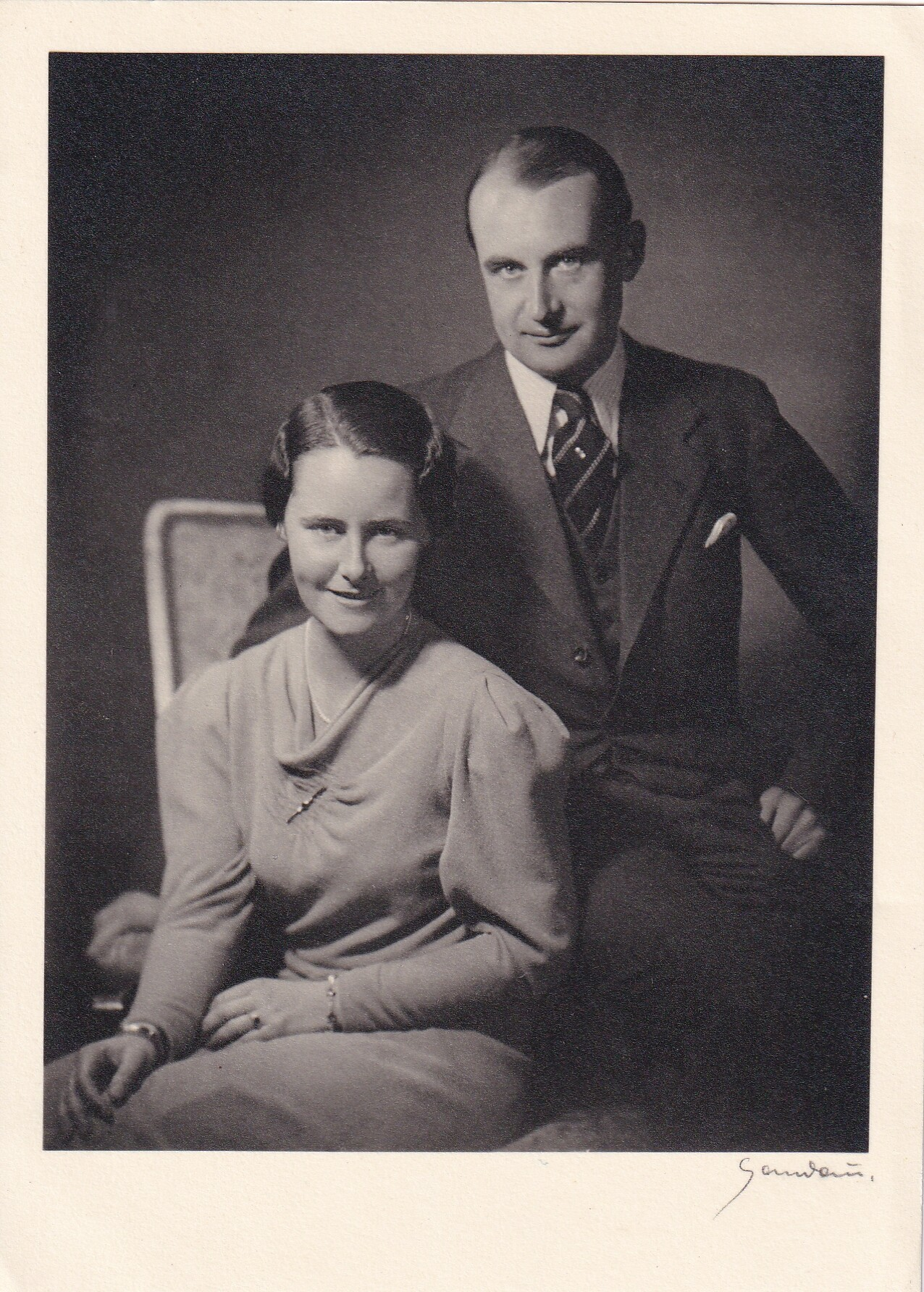
Prinz Friedrich Günther, der Sohn von Sizzo von Schwarzburg, mit seiner Gemahlin Sophie

Prinz Günther Sizzo von Leutenberg, ab 1896 Prinz von Schwarzburg-Rudolstadt, ab 1910 Prinz zu Schwarzburg (* 3. Juni 1860 in Rudolstadt; † 24. März 1926 in Großharthau) wurde zum Nachfolger des letzten regierenden Fürsten Günther Victor von Schwarzburg-Rudolstadt (1852–1925) bestimmt. Er konnte jedoch aufgrund der Abdankung Günther Victors infolge der Novemberrevolution von 1918 nicht mehr die Thronfolge als regierender Fürst von Schwarzburg-Rudolstadt und Schwarzburg-Sondershausen antreten.

## Leben
Sizzo entstammte dem alten Thüringer Adelsgeschlecht der Schwarzburger. Seine Eltern waren Fürst Friedrich Günther von Schwarzburg-Rudolstadt (1793–1867) und dessen nicht ebenbürtige Gemahlin Helene, geborene Gräfin von Reina. Diese war eine leibliche Tochter von Prinz Georg von Anhalt-Dessau und adoptierte Tochter von Prinz Wilhelm von Anhalt-Dessau. Aufgrund der Novemberrevolution und Abschaffung der Monarchien 1918 folgte Sizzo nicht mehr Günther Victor von Schwarzburg als Fürst der seit 1909 in Personalunion geführten Fürstentümer Schwarzburg-Rudolstadt und Schwarzburg-Sondershausen.
Er und seine Zwillingsschwester Helene wurden am 2./3. Juni 1860 in Rudolstadt geboren. Sizzos Vater verlieh den beiden Neugeborenen den Titel Prinz respektive Prinzessin von Leutenberg. Seine Schwester heiratete 1884 Prinz Hans von Schoenaich-Carolath und starb am 17. Mai 1937 in Hannover. Nach dem Tod seines Vaters erbte Sizzo die Besitzungen in Harthau und Goldbach. Da er erst sieben Jahre alt war, wurden seine Besitzungen für ihn verwaltet. Die Regierungsgeschäfte übernahm Fürst Albert von Schwarzburg-Rudolstadt. Er starb bereits zwei Jahre später, und dessen Sohn Georg Albert wurde 1869 Fürst von Schwarzburg-Rudolstadt. Nach dem Tod des Fürsten 1890 wurde Günther Victor von Schwarzburg-Rudolstadt Regent.
1875 wurde Sizzo von Superintendent Schorch konfirmiert. In Breslau trat Sizzo 1880 dem Leib-Kürassier-Regiment „Großer Kurfürst“ Nr. 1 bei. Am 29. März 1881 wurde der Prinz zum Leutnant ernannt. 1887, während seiner zweieinhalbjährigen Kommandierung zur Gesandtschaft in Brüssel, wurde ihm das Adelsprädikat „Durchlaucht“ streitig gemacht. Im Herbst des Jahres 1890 erhielt Sizzo von Fürst Günther Victor den Schwarzburger Orden. Dieser war von seinem Vater gestiftet worden. Im gleichen Jahr erhielt er die Nachricht von Schwierigkeiten auf seinem Besitz in Harthau und Goldbach. Daraufhin verabschiedete er sich vom Militärdienst und siedelte im Oktober 1892 nach Harthau über. Im darauf folgenden Jahr begann der rund zehnjährige Umbau fast aller Gebäude. Der Gasthof wurde in den Jahren 1899/1900 gründlich saniert. Die Einweihung fand im Herbst 1900 statt. Zur Erinnerung an die Schwarzburger Abstammung des Prinzen trug der Gasthof nun den Namen „Zum Kyffhäuser“, denn das Kyffhäusergebirge gehörte mit zum Fürstentum.
Am 2. Juni 1896 sprach man Sizzo, als Prinz von Leutenberg, die Thronfolge in Schwarzburg-Rudolstadt zu. Sizzo nannte sich sodann „Prinz von Schwarzburg-Rudolstadt“. Die Linie Schwarzburg-Sondershausen gab jedoch vorerst keine Einwilligung zu entsprechenden Nennung; sie folgte erst, als das Haus Sondershausen am Erlöschen war. Zur Einweihung des Kyffhäuserdenkmals in Thüringen am 18. Juni 1896, zu Ehren Kaiser Wilhelms I. und des Kaisers Barbarossa, wurde ihm der Rote Adlerorden 1. Klasse verliehen. Sizzo heiratete am 25. Januar 1897 in Dessau Prinzessin Alexandra von Anhalt, Tochter des regierenden Herzogs Friedrich I. von Anhalt und Schwester des Friedrich II. von Anhalt. Nach der Hochzeitsreise zog das Paar am 22. März 1897 in Großharthau ein. Es hatte drei Kinder.

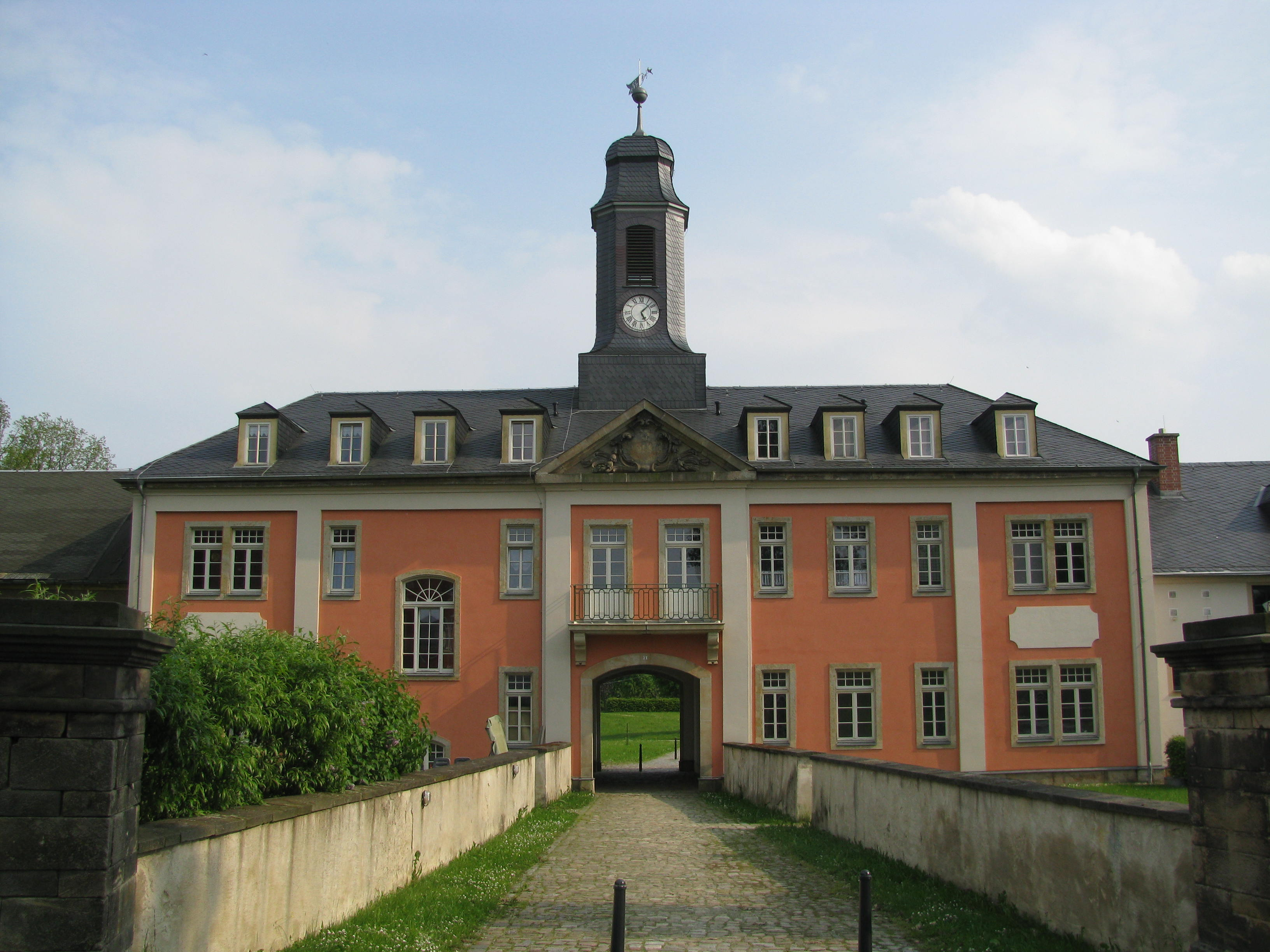
Rittergut Großharthau

Doch im Laufe der Zeit verschlechterte sich das Verhältnis zwischen den Großcousins Sizzo und Fürst Günther Victor. Sizzo fühlte sich ständig benachteiligt, ohne stichhaltige Gründe. Ein sogar in der Presse ausgetragener Streit veranlasste den Fürsten, Sizzo Hausverbot in den Schlössern Rudolstadt und Schwarzburg zu erteilen, und 1910 durfte er sich per Dekret nur noch „Prinz zu Schwarzburg“ nennen. 1918 spitzte sich der Konflikt so weit zu, dass sie sich nur noch über Anwälte verständigten. Sizzos Recht, die Nachfolge als regierender Fürst von Schwarzburg anzutreten, erlosch am 23./25. November 1918, als Fürst Günther Victor die Regierungsgeschäfte für die Fürstentümer Schwarzburg-Rudolstadt und Schwarzburg-Sondershausen niederlegte.
Nach dem Tod Günther Victors am 16. April 1925 auf Schloss Sondershausen folgte Sizzo ihm als Chef des Gesamthauses Schwarzburg mit dem (nur noch inoffiziellen) Titel Fürst. Jedoch hatte Günther Victor nicht Sizzo, sondern seine Witwe Anna Luise von Schwarzburg (1871–1951) als Alleinerbin des verbliebenen Familienbesitzes eingesetzt. Sie war daher gezwungen, sich in einem Rechtsstreit mit Sizzo auseinanderzusetzen. Dieser verstarb jedoch schon ein Jahr später in Großharthau und wurde ebenda im Park beerdigt. Als Oberhaupt der Familie folgte ihm sein einziger Sohn Prinz Friedrich Günther von Schwarzburg. Anna Luise schloss jedoch eine Adoption Friedrich Günthers aus, der den Rechtskampf seines Vaters gegen sie weiterführte. Im Jahre 1942 entschied sich die letzte Fürstin von Schwarzburg für eine Adoption des Prinzen Wilhelm von Schönburg-Waldenburg, des jüngsten Sohnes ihres Bruders Ulrich. Sie wurde jedoch 1945 enteignet, wohnte aber noch bis zu ihrem Tode 1951 im Sondershäuser Residenzschloss. Fürst Friedrich Günther verstarb am 9. November 1971 kinderlos in München und wurde auf dem Waldfriedhof München beigesetzt. Mit ihm erlosch das Haus Schwarzburg im Mannesstamm.
Friedrich Günther sorgte jedoch 1969 durch Adoption dafür, dass der Name erhalten blieb und die fürstliche Familie weiter existiert.

## Wappen als Prinz von Leutenberg
Wappen der Prinzen von Leutenberg: Mit blau, golden und schwarz wechselweise abgeschrägtem Kreuz (schwarzburgisches Kreuz) geviert, Feld 1 und 4: in Gold ein von der Kaiserkrone überhöhter schwarzer Doppeladler mit Zepter, Reichsapfel und goldenem Brustschild, darin ein Fürstenhut (kaiserliches Gnadenwappen), Feld 2 und 3: in Silber ein roter Roßkamm und darüber eine rote Streugabel (für Leutenberg), der Schild bedeckt von einem Fürstenhut. Prunkstücke: Ein aus einem Fürstenhut herabfallender purpurner, hermelingefütterter Wappenmantel.

## Nachkommen
- Marie Antoinette (* 7. Februar 1898 in Großharthau; † 4. November 1984 in Klingen)

⚭ 1925 Friedrich Magnus Graf zu Solms-Wildenfels (* 1. November 1886 in Wildenfels; † 6. September 1945 in Großschweidnitz)
- Irene (* 27. Mai 1899 in Großharthau; † 28. Februar 1939 in München), sie verstarb unverheiratet und wurde in der Gruft ihres Vaters im Park von Großharthau beigesetzt.
- Friedrich Günther (1901–1971)

⚭ 1938 (im selben Jahr wieder geschieden) Sophie Prinzessin von Sachsen-Weimar-Eisenach